# HD 87283
HD 87283，又名CP-59 1695，SAO 250782、HR 3960，是一颗恒星，视星等为5.94，位于銀經283.45，銀緯-4.12，其B1900.0坐标为赤經9h 58m 49.1s，赤緯-59° -4.12′ 18″。